# Alice Rideout
Alice Rideout, née en 1874, est une sculptrice américaine qui est surtout connue pour son travail sur le Woman's Building, à l'occasion de l'exposition universelle de 1893 de Chicago. 

## Biographie
Alice Rideout naît à Marysville, en Californie aux États-Unis, en 1874. Son père est le capitaine J. Ransom Rideout. Il avait une flotte de bateaux à vapeur dans la baie de San Francisco.
Alice Rideout s'installe à San Francisco, où elle a fait ses études secondaires. Elle fréquente ensuite la San Francisco School of Design, où elle étudie avec Rupert Schmid. À l'âge de 19 ans, elle remporte un concours pour réaliser la sculpture architecturale du fronton du Woman's Building à l'exposition universelle de 1893. 
Après l' exposition universelle, elle retourne à San Francisco et épouse Fred Canady. Elle abandonne sa carrière artistique et s'installe à New York, où elle se remarie et « disparaît de l'histoire »,.

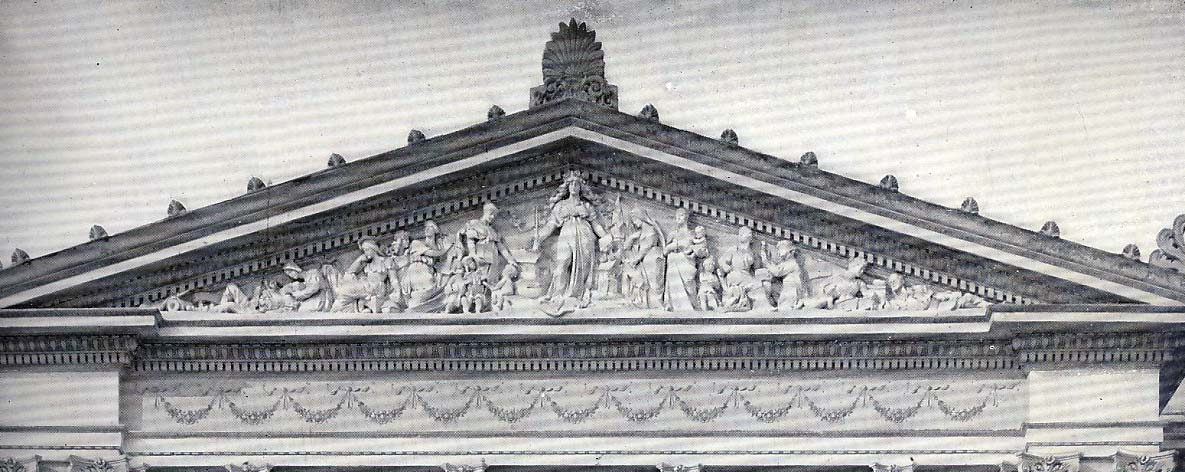
Le fronton du Woman's Building de Chicago, créé par Alice Rideout.